# 上海市旅游局
上海市旅游局是上海市曾经存在的、专门进行上海旅游推广和上海市旅游行业的管理、规划等相关事务的直属机构。根据《上海市机构改革方案》，上海市旅游局并入原上海市文化广播影视管理局。

## 机构设置

### 内设机构
- 办公室
- 政策法规处（研究室）
- 组织人事处（老干部处）
- 国际旅游促进处
- 国内旅游促进处
- 规划财务处
- 旅游市场管理处
- 教育培训处
- 综合业务处
- 信息化处
- 按有关规定设置纪检监察机构和机关党委。

### 直属事业单位
- 上海佘山国家旅游度假区
- 上海市旅游会展推广中心
- 上海市旅游集散中心
- 上海市旅游咨询服务中心
- 上海市旅游质量监督所
- 上海市旅游培训中心
- 《旅游时报》社
- 上海市旅游协会